# Kástellos (Réthymnon)
Kástellos, en grec moderne : Κάστελλος, est un village du dème de Réthymnon, en Crète, en Grèce. Selon le recensement de 2011, la population de Kástellos compte 108 habitants. Le village est situé à une altitude de 400 m et à 14 km de Réthymnon.

## Recensements de la population
| Recensements | 1900 | 1920 | 1928 | 1940 | 1951 | 1961 | 1971 | 1981 | 1991 | 2001 | 2011 |
| ------------ | ---- | ---- | ---- | ---- | ---- | ---- | ---- | ---- | ---- | ---- | ---- |
| Population   | 195  | 112  | 124  | 139  | 113  | 100  | 62   | 70   | -    | 97   | 108  |